# Alphonse Picou
Alphonse Floristan Picou (* 19. Oktober 1878 in New Orleans; † 4. Februar 1961 ebenda) war ein kreolischer Klarinettist und einer der frühesten Jazzmusiker in New Orleans. Neben George Baquet und seinem Lehrer Lorenzo Tio galt Picou mit seinem flüssigen Spiel als bedeutendster Klarinettist der ersten Generation des New Orleans Jazz. Unter heutigen Jazzklarinettisten ist er vor allem wegen seiner Entwicklung des Klarinetten-Parts im zum Standard gewordenen High Society bekannt, der sich als einer der einflussreichsten des frühen Jazz erweisen sollte.

## Leben und Wirken

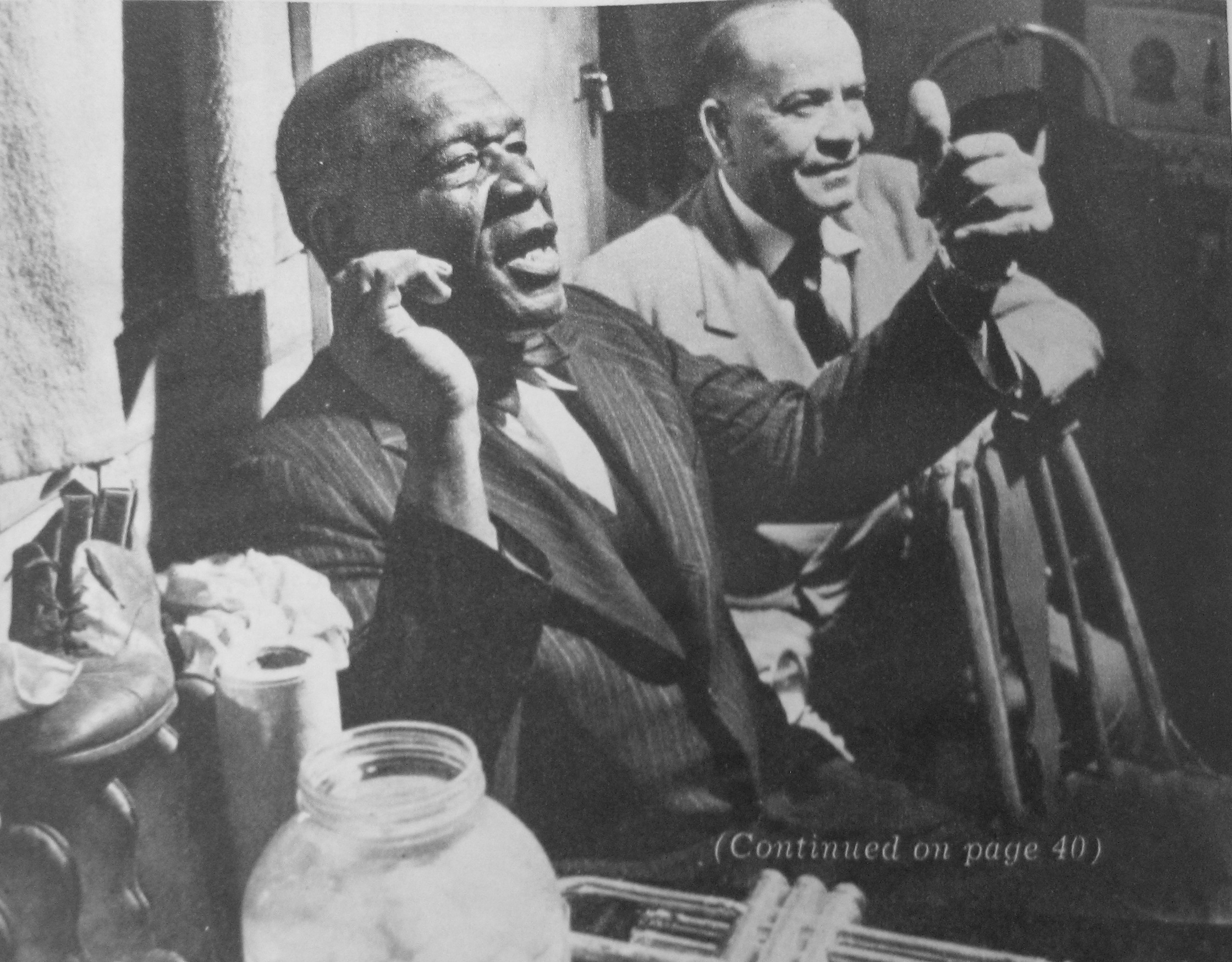
Alphonse Picou (rechts) mit Papa Celestin (1950, Foto: Stanley Kubrick)

Picou hatte mit vierzehn Jahren erst Posaune gelernt, bevor er zur Klarinette wechselte und zunächst Ragtime im Indepence Orchestra von Boo Boo Fortunea spielte, bevor er sich 1894 der Accordiana Band anschloss. Um die Wende vom 19. zum 20. Jahrhundert spielte Picou in der Excelsior Brass Band und wechselte darauf zum Olympia Orchestra von Freddie Keppard. Er arbeitete dann bei George Moret, John Robichaux und Bunk Johnson. In den Jahren vor dem Ersten Weltkrieg spielte er in der Tuxedo Brass Band in New Orleans. Etwa um 1915 spielte er kurz in Chicago mit Manuel Perez im Arsonia Café, kehrte aber nach zwei Jahren nach New Orleans zurück. Seine Kompositionen wie „Onzaga Blues“, „Olympia Rag“, „Alligator Hop“ und „Snake Rag“, teilweise im Auftrag von King Oliver entstanden, wurden vielgespielt. 1918 spielte er in der Band von Wooden Joe Nicholas. Er schlug sich in den 1920er Jahren in Salonorchestern und Brass Bands durch, die im Wesentlichen andere Musik spielten. Er zog sich 1932 vom Musikbusiness zurück und arbeitete von da an als Klempner.. Zur Zeit der Dixieland Revivals der 1940er Jahre kehrte Picou auf die Bühne zurück, spielte und machte Aufnahmen mit Papa Celestin und Kid Rena. Er leitete seine eigene kleine Gruppe in New Orleans in den 1950ern und konzertierte mit der Eureka Band. Als er 1961 starb, gab es ein ausführliches „Jazz Funeral“ mit 2500 Teilnehmern durch die Straßen von New Orleans.

## Lexigraphische Einträge
- Leonard Feather, Ira Gitler: The Biographical Encyclopedia of Jazz. Oxford University Press, New York 1999, ISBN 0-19-532000-X.
- Martin Kunzler: Jazz-Lexikon. Band 2: M–Z (= rororo-Sachbuch. Bd. 16513). 2. Auflage. Rowohlt, Reinbek bei Hamburg 2004, ISBN 3-499-16513-9.